# Андреас Розенберг
Андре́ас Ро́зенберг  (1906, Чернівці — 14 червня 2002, Париж, Франція) — художник (Франція).

## Біографія
Навчався у Віденському університеті (доктор права) та школі мистецтв.
Дебютував як художник у Берліні (модельєр чоловічого одягу). Напередодні Другої світової війни переїхав до Франції. Вступив до Іноземного легіону французької армії і 40 років був офіційним військовим живописцем.
Андреас Розенберг — один з художників-оформлювачів газети «Франс-суар» («Франція вечірня») (1941—1960).
1970—1986 — працював у міжнародній пресі.